# Pancur Pungah
Pancur Pungah is een bestuurslaag in het regentschap Ogan Komering Ulu Selatan van de provincie Zuid-Sumatra, Indonesië. Pancur Pungah telt 3784 inwoners (volkstelling 2010).